# Christian Geyer-Hindemith
Christian Geyer-Hindemith (* 1960 in Aachen) ist ein deutscher Journalist und Redakteur der Frankfurter Allgemeinen Zeitung.

## Leben und Wirken
Geyer studierte Philosophie, Geschichte und Germanistik in Bonn und Köln. Nach seinem Examen volontierte er bei der Zeitung Die Welt und war als Redakteur für das Gebiet „Hochschule“ tätig. Sein erstes Interview führte er mit dem Psychologen Paul Watzlawick. Seit 1992 ist er Feuilletonredakteur bei der F.A.Z., wo er zunächst für die Beilage Geisteswissenschaften arbeitete, dann langjährig für das Ressort „Neue Sachbücher“ zuständig war. Geyer ist Herausgeber der Suhrkamp-Bände „Biopolitik. Die Positionen“ (2001) sowie „Hirnforschung und Willensfreiheit. Zur Deutung der neuesten Experimente“ (2004). Im Kadmos Kulturverlag gab er den Aufsatz von Niklas Luhmann Die Knappheit der Zeit und die Vordringlichkeit des Befristeten (2013) heraus, in dem analysiert wird, wie der Zeitdruck das Leben verändert. Im selben Band befasst sich Geyer unter dem Titel Das entgrenzte Leben – zwischen Deadline und Borderline mit spätmodernen Formen der Kontingenz-Thematik. Im Feuilleton kommentiert er regelmäßig Themen aus Theologie und katholischer Kirche.

## Veröffentlichungen
- Niklas Luhmann. Die Knappheit der Zeit und die Vordringlichkeit des Befristeten. Kulturverlag Kadmos, Berlin 2013, ISBN 978-3-86599-120-1.
- Gesine Schwan: Woraus wir leben. Das Persönliche und das Politische. Ein Gespräch mit Christian Geyer. Piper, München u. a. 2009, ISBN 978-3-492-05278-8.
- als Herausgeber: Hirnforschung und Willensfreiheit. Zur Deutung der neuesten Experimente (= edition suhrkamp. 2387). Suhrkamp, Frankfurt am Main 2004, ISBN 3-518-12387-4.
- als Herausgeber: Biopolitik. Die Positionen (= edition suhrkamp. 2261). Suhrkamp, Frankfurt am Main 2001, ISBN 3-518-12261-4.